# Wanroux
Wanroux is een gehucht in Bousval, deelgemeente van de stad Genepiën in de Belgische provincie Waals-Brabant.
Het gehucht ligt meer dan 2,5 kilometer ten noorden van het dorpscentrum van Bousval. Het ligt op de noordelijke helling van de vallei van de Cala. Het gehucht sluit in oostelijke richting aan op het gehucht La Motte. Ten noorden ligt het gehucht Pallandt. Ten zuidwesten, aan de andere kant van de Cala ligt het gehucht Sclage.

## Geschiedenis

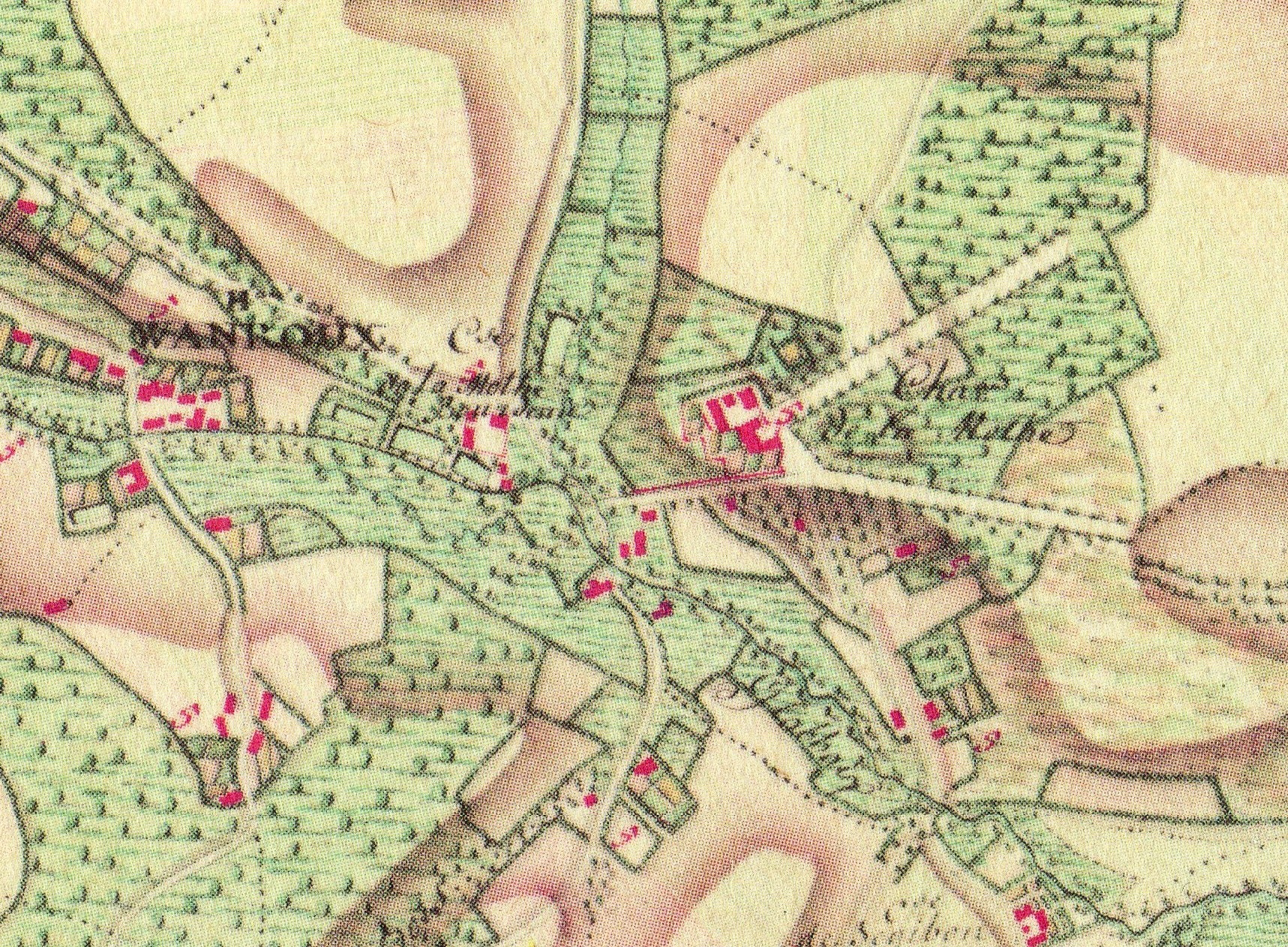
Wanroux en ten oosten de hoeve en het kasteel van La Motte, op de Ferrariskaart

Op de Ferrariskaart uit de jaren 1770 wordt hier het gehucht Wanroux al aangeduid. Op de Atlas der Buurtwegen uit 1841 en de Vandermaelenkaart uit het midden van de 19de eeuw wordt een bron of waterput aangeduid, de Fontaine Fauconnier.
In 1928-1929 liet industrieel Auguste De Broux een katholiek schooltje optrekken nabij Wanroux. Het schooltje had een enkele leraar voor kinderen van de zes leerjaren. Het schooltje sloot in 1959.
Deelgemeenten: Baisy-Thy · Bousval · Genepiën · Glabais · Houtain-le-Val · Loupoigne · Oud-Genepiën · Ways

Overige plaatsen: La Bruyère · Bruyère Madame · Baisy · Basse-Laloux · Le Chantelet· Chênemont · Dernier Patard · La Falise · Ferrières · Les Flamandes · Fonteny · Foriest · Fosty · Hattain · Houtain-le-Mont · La Hutte · La Motte  · Loncée · Maison du Roi · Noirhat · Pallandt · Promelles · Quatre Bras · Ry-d'Hez · Sclage · Thy · Trou-du-Bois · Vieux Manants · Wanroux

Belgische gemeenten · Arrondissement Nijvel · Waals-Brabant · Wallonië